# 坎普河畔加尔斯
坎普河畔加尔斯是奥地利下奥地利州霍恩县的一个市镇。总面积50.46平方公里，总人口3534人，人口密度70.0人/平方公里（2005年）。